# Gregor Heimburg

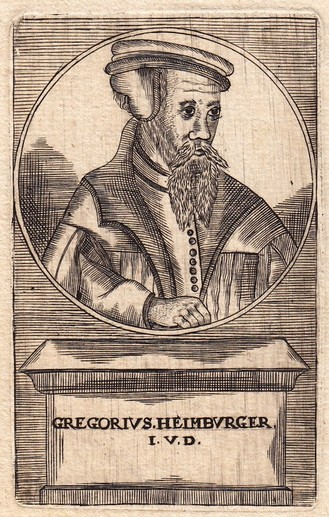
Gregor Heimburg, Phantasieabbildung

Gregor Heimburg (lat. Gregorius Heimburgensis; tschech. Řehoř z Heimburka; * nach 1400 in Schweinfurt; † August 1472 in Tharandt) war ein deutscher Humanist und Staatsmann.

## Leben
Gregor Heimburg entstammte einer bürgerlichen Familie aus Schweinfurt am Main. Ab 1413 studierte er an der Universität von Wien. Um 1430 erlangte er den Grad des Doktors beider Rechte in Padua und wurde Generalvikar des Erzbischofs von Mainz. In seinem Auftrag nahm er als Sprecher der kurfürstlichen Delegation am Konzil von Basel teil. Dessen Ziel war die Reformation der Kirche „an Haupt und Gliedern“. Im weiteren Verlauf trat er auch als Sprecher im Auftrag von Kaiser Sigismund auf. Es ist sehr wahrscheinlich, dass er in Basel Enea Silvio Piccolomini kennenlernte, den späteren Papst Pius II., dessen Gegenspieler er später wurde.
Er vertrat im Streit zwischen Papst und Konzil zuerst die kurfürstliche Neutralität und später bedingungslos den Konziliarismus.
Seit 1454 wirkte er als Rechtsberater für König Ladislaus von Ungarn und Böhmen, um dessen Ansprüche auf das Herzogtum Luxemburg gegen die Wettiner durchzusetzen.
1433 bis 1461 lebte Heimburg in Nürnberg und arbeitete als Syndikus für die Reichsstadt, nahm zwischendurch aber mehrfach andere Aufträge an. So war er seit 1437 „mit Urlaub des Rates“ wieder für deutsche Fürsten auf Reichstagen und Gesandtschaften zur Kurie tätig, so 1438 bei der kurfürstlichen Neutralitätserklärung des Frankfurter Wahltages und der Reichstage 1442 zu Frankfurt, 1443 und 1444 in Nürnberg, 1446 wieder zu Frankfurt und 1447 zu Nürnberg im Sinne der deutsch-kirchlichen Reformbestrebungen. Bald spielte er seine Rolle in der Frage, wie sich die deutsche Nation im Streit Eugen IV. mit dem Basler Konzil verhalten sollte. Heimburg, auch sonst von Fürsten für wichtige Geschäfte von den Nürnbergern ausgebeten, „geliehen“, trat als Vertreter von Sachsen und Brandenburg zunächst für Neutralität ein. Er las am 17. März 1438 in Frankfurt die Neutralitätserklärung der sechs Kurfürsten vor, ging mit Johann Lysura zum von Eugen IV. einberufenen Konzil von Ferrara, um mit Eugen IV., dann (für Sachsen) nach Basel, mit dem Konzil zu verhandeln und nahm, überzeugt, dass es nur des entschiedenen Vorangehens der Fürsten bedürfe, eifrigen Anteil an der Mainzer Akzeptation vom 26. November 1439.
Wieder in Nürnberg, vertrat er die Reichsstadt vor allem in den Auseinandersetzungen mit Markgraf Albrecht Achilles im Rahmen des ersten Markgrafenkrieges. 1458 trat Heimburg in den Dienst des Erzherzogs Albrecht VI. von Österreich und im Mai 1458 trat der konziliaristisch gesinnte Staatsmann Gregor Heimburg auch in den Dienst Sigmunds von Tirol, der auf der Seite der Gegner von Nikolaus von Kues (Kardinal und Bischof von Brixen) stand. Gregor war ein konsequenter Gegner der päpstlichen Politik und war schon auf den Reichstagen gegen Nikolaus von Kues aufgetreten.

## Auftritt am Fürstentag zu Mantua und anschließender Kirchenbann
Dabei verschärfte sich der Konflikt mit dem neu gewählten Papst Pius II., als Heimburg im Auftrag Herzog Sigmunds von Tirol auf dem Fürstentag zu Mantua 1459 sich gegen Pius’ II. Pläne zum Türkenkreuzzug aussprach, Cusanus wegen der zwischen Tirol und Brixen strittigen Gerichtsbarkeit juristisch und publizistisch angriff und Sigmunds Forderungen mit dem Konziliarismus verband. Heimburg behauptete, Pius II. wolle die Einberufung eines Kreuzzuges nur dazu benützen, um Geld zu gewinnen. Der Papst schrieb Heimburg einen großen Teil der Schuld zu, dass der Fürstentag in Mantua nicht den beabsichtigten Erfolg hatte.
Im Zuge dieser Auseinandersetzung, in der er entschieden fürstliche Positionen gegen Papst und Kaiser vertrat, wurde Heimburg am 2. November 1460 mit der Bulle Infructuosus palamites gemeinsam mit dem habsburgischen Herzog und dessen Helfern exkommuniziert. Dagegen verfasste Gregor Heimburg Anfang Januar 1461 die weithin verbreitete und wirksame Streitschrift A Pii papae II. excommunicatione iniusta Sigismundi archiducis Austriae, com. Tirolis etc. et Gregorii de Heimburg, worin der Advokat Pius II. persönlich wegen seiner sexuellen Verfehlungen angriff und diesen anklagte, er wolle Deutschland finanziell aussaugen und hätte Angst vor der Einberufung eines Konzils. Mit wütenden publizistischen Angriffen gegen Pius II. zog sich Heimburg 1461 außerdem auch den großen Kirchenbann zu. Als Herzog Sigmund 1464 zu einem Ausgleich mit der Kurie kam und der Papst ihn und seine Anhängerschaft vom Bann löste, wurde Heimburg übergangen.

## Vertretung der Fürsten gegen die päpstliche Politik
Trotzdem verfocht Heimburg auch weiterhin die Reformwünsche deutscher Fürsten, etwa gegen die kirchlichen Besteuerungsverlangen der Kurie, vornehmlich im Auftrage des Mainzer Erzbischofs Diether von Isenburg auf den Tagen 1460 zu Bamberg, 1461 zu Eger, Nürnberg und Mainz, und unternahm in gleicher Sache Reisen nach Frankreich, 1462 in das Feldlager Herzog Albrechts vor Wien und 1461/63 längere Gesandtschaften nach Venedig, wo er Herzog Sigmund in den Friedensverhandlungen vertrat.
1466 trat er in den Dienst Georg von Podiebrads, des hussitisch böhmischen Königs und verteidigte ihn heftig gegenüber dem Papst. 1469 erhielt Heimburg den Ort Nelahozeves vom böhmischen König, der aber kurze Zeit später wieder enteignet wurde, als er durch Papst Paul II. nochmals exkommuniziert und auch sein Besitz in Dettelbach und Fahr enteignet wurde. Als er nach Podiebrads Tod 1471 die wettinischen Erbansprüche auf die böhmische Krone unterstützte, wurde er bald aus Böhmen vertrieben. Im März 1471 flüchtete er zu Podiebrads Schwiegersohn Albrecht nach Dresden. Die Geistlichkeit der Stadt verweigerte einige Tage lang den Gottesdienst, um Albrecht zu zwingen, Heimburg wieder zu vertreiben. Der Herzog brachte ihn nach Tharandt in Sicherheit und bat seinen Bruder, Kurfürst Ernst, Befreiung vom Bann zu erwirken. Schließlich gestattete der Papst, dass der Bischof Dietrich von Meißen Heimburg Donnerstag vor Palmarum 1472 zu Dresden im Beisein der Fürsten Ernst und Albrecht feierlich absolvierte. Er wurde in der Kirche des Franziskanerklosters (später Sophienkirche) in Dresden begraben.

## Heimburg als neuer Juristentypus
In seinen ständig wechselnden Dienstverhältnissen, seiner ausgesprochen hohen Mobilität und seinem politischen Einfluss verkörpert Heimburg einen auch sozialgeschichtlich interessanten neuen Typ des Gesandten und Berufsjuristen, der auf den Konzilen und Reichstagen und aus der zunehmenden Verrechtlichung des 15. Jahrhunderts heranwuchs. Dazu gehört auch, dass Heimburg offenbar zeit seines Lebens Laie blieb, was bei den gelehrten Juristen und Räten in dieser Zeit noch sehr selten war. Heimburg konnte daher zwar nicht – wie üblich – mit kirchlichen Pfründen versorgt werden, aber er war ungebundener und konnte seine Fähigkeiten und sein Wissen je nach dem unmittelbaren finanziellen Ertrag anbieten. Heimburg erwarb dabei beträchtlichen Besitz, u. a. um Nürnberg und Würzburg. 1466 erwarb er die Pfandrechte von Schloss, Vogtei und Amt Dettelbach (Detelbach). Er war zudem in der Lage, dem Bischof von Würzburg hohe Beträge zu leihen. So lieh Heimburg im Jahr 1455 Bischof Johann von Grumbach 1400 Gulden zur Finanzierung der päpstlichen Bestätigung seiner Bischofswahl.  Ein in dieser Zeit von gelehrten Juristen sonst unerreichtes Spitzeneinkommen stellt der Sold von 600 Gulden im Jahr dar, den Herzog Albrecht von Österreich Heimburg seit 1458 zahlte. Sein Testament von 1466 verzeichnet bedeutende Einkünfte und Besitzungen. Unter den „fahrenden“ Juristen seiner Zeit, die ihr Wissen und Können der meistbietenden Partei verkauften, ragt er durch klare politische Haltung, vor allem in den kirchenpolitischen Auseinandersetzungen jener Zeit, hervor; dabei verwandelten sich zuweilen ursprüngliche Freundschaften (etwa mit Enea Silvio) in das Gegenteil.

## Bedeutung
Im Spannungsfeld der Verhandlungen um die Kirchen- und Reichsreform wurde Heimburg zu einem der einflussreichsten und bedeutendsten Juristen, Gesandten und Kirchenpolitiker, die das deutsche Spätmittelalter hervorgebracht hat, wenngleich er – anders als z. B. Cusanus, Johannes von Lysura oder Heinrich Toke – weniger durch programmatische Schriften zur Kirchen- und Reichsreform als durch aktuelle politische Reden, Manifeste und Invektiven sowie durch eine breite juristische Alltagstätigkeit hervorgetreten ist. Einige seiner Arbeiten haben – obwohl es sich meist um Prozessschriften handelt – aufgrund ihrer eloquenten Polemik und ihrer kirchenpolitischen Brisanz über den unmittelbaren Anlass hinaus auch literarisch gewirkt. Sie sind daher nicht nur archivalisch, sondern z. T. auch breit in handschriftlichen Kontexten überliefert. Man findet sie dabei nicht nur in politisch-akademischem Umfeld, sondern selbst in den Gebrauchshandschriften einfacher Seelsorger. Auf diesem Weg wurde Heimburgs Werk noch vor der Durchsetzung des Buchdrucks einer breiten Öffentlichkeit zugänglich und strahlte bis in das Jahrhundert der Reformation aus.

## Werke
- Scripta nervosa iuris justitiaeque plena. Frankfurt am Main 1608 (online)
- Hauptschrrift: Oratio pro petendis insigniis doctoratus (1429 ?);
- Admonitio de iniustis usurpationibus Paparum, (n. 1446), in: M. Goldast, Monarchiae … I, Hanau 1611, S. 557–63;
- Tractatus super excommunicatione Pii papae II …, 1460, ebd. II, Frankfurt 1614, S. 1591;
- Invectiva … in Nic. de Cusa, 1461, ebd.;
- De militia et republica ad ducem Victorinum (Sohn Podïebrads), 1469, ebd.;
- Brielwechsel mit Johannes Rot in Rom über Jurisprudenz, 1454;
- Confutatio primatus papae, 1461, hrsg. v. P. Joachimsohn, 1891;
- Briefwechsel mit Markgraf Albrecht Achilles, 1468/70, in: Höfler, s. L, S. 197 ff.
- A Pii papae II. excommunicatione iniusta Sigismundi archiducis Austriae, com. Tirolis etc. et Gregorii de Heimburg
- Appellatio super excommunicatione Pii II papae in ducem Austriae Sigismundum et seipsum evulgata 1461
- Apologia pro Georgio Podiebrad rege Bohemi